# Haslach Bus
Die Haslach Bus GmbH ist der Betreiber des Stadtbusverkehres in Kempten (Allgäu). Auf zehn Linien werden jährlich etwa 3,5 Mio. Fahrgäste befördert. Die insgesamt 27 Busse fahren jährlich etwa 1,1 Mio. Kilometer. Der Verkehrsbetrieb war bis 2014 Mitglied der Verkehrsgemeinschaft Kempten und ist seitdem Mitglied der mona (Mobilitätsgesellschaft für den Nahverkehr im Allgäu GmbH).

## Geschichte
Das Unternehmen wurde 1929 durch Hans Haslach sen. gegründet. Das Unternehmen wurde bis zum Zweiten Weltkrieg auf zwei Busse und ein Taxi erweitert. 1947 musste das Unternehmen wieder bei Null anfangen, da es im Krieg alle Fahrzeuge verloren hatte. Im Jahr 1949 wurde die Stadtverkehr GmbH Kempten mitgegründet. 1969 bezog das Unternehmen den neuen Betriebshof im Stadtteil St. Mang. Im Jahr 1974 übernahm der jetzige Geschäftsführer den Betrieb.
Etwa 22 Jahre später (2006) wurde die Stadtverkehr Kempten GmbH vom Unternehmen aufgekauft. 2007 wurde die Firma in Haslach Bus GmbH umfirmiert. Im Jahr 2011 wurde ein Doppeldeckerbus gekauft und der Betriebshof erweitert.

## Linienübersicht
Folgende Linien betrieb die Haslach Bus GmbH:
Linie 1: Lenzfrieder Straße – Ostbahnhof – ZOB/ZUM (Zentrale Busumsteige-Stelle) – Memminger Straße – Halde
Linie 2: Nordbrücke – Bühl – ZOB/ZUM – Haubenschloß – Stadtweiher (Kempten)
Linie 3: Fenepark – Leubas/Malstatt – ZOB/ZUM – Eich – Waltenhofen-Hegge – Lanzen, Kaufmarkt
Linie 4: Oberwang – Hirschdorf – Lauben – ZOB/ZUM – Hauptbahnhof – Hegge, B19 – Waltenhofen/Rauns
Linie 5: Memminger Straße – Halde – Thingers – ZOB/ZUM – Eich – Hegge – Waltenhofen, Paul-Zoll-Straße
Linie 6: Hauptbahnhof – Franzosenbauer – Aybühlweg – Stadtweiher – Leutkircher Straße – Sportpark – ZOB/ZUM – Rathaus
Linie 7: Klinik Robert-Weixler-Straße – ZOB/ZUM – Lindauer Straße – CamboMare – Stiftallmey
Linie 8: Rottachstraße – Mariaberger Straße – Thingers – ZOB/ZUM – Hauptbahnhof
Linie 9: Haubensteigweg – Göhlenbach – Stadtbad – Jakobswiese – ZOB/ZUM
Linie 10: Hauptbahnhof – ZOB/ZUM – Hirschdorf – Lauben
Linie 11: Ludwigshöhe Süd – Breslauer Str. – Hanebergstr. – ZUM – Bühl / Hochhäuser – JVA Kempten